# 제3병원
《제3병원》은 2012년 9월 5일부터 2012년 11월 8일까지 방송되었던 tvN 수목 드라마로 제2회 방송콘텐츠진흥재단 공모전에서 우수상을 수상한 작품이다.
한편, 해당 작품은 당초 SBS에서 엄태웅, 문채원, 이준혁이 출연하고 진혁 PD가 집필해 제작될 예정이었으나 무산되자 tvN으로 변경됐으며 당시 해당 작품의 편성 불발로 생긴 빈 자리에는 SBS드라마플러스가 2009년 8월 SBS프로덕션 제작사업 부문을 흡수 합병해 SBS 플러스로 변경 후 처음 외주 제작했던 SBS 수목 드라마 《옥탑방 왕세자》가 대타로 들어갔으며 SBS드라마플러스가 2009년 8월 SBS프로덕션 제작사업부문을 흡수 합병해 SBS 플러스가 되는 과정에서 SBS프로덕션의 나머지 부문은 SBS콘텐츠허브가 됐는데 해당 작품 대신 SBS 대타로 들어간 작품이자 SBS 드라마플러스가 2009년 8월 SBS프로덕션의 제작사업부문을 흡수합병하여 SBS 플러스로 변경 후 처음 외주 제작했던 《옥탑방 왕세자》는 SBS프로덕션 시절까지 치자면 《백야 3.98》 이후 14년 만에 외주 제작했던 SBS 자회사 드라마 프로그램이었다.

## 프로그램 소개
현대의학과 한의학의 대결을 다루는 작품으로 한국에는 존재하지 않는 양방·한방 협진 시스템이 도입된 가상의 병원을 배경으로 두 사람이 벌이는 자존심 대결과 반목을 그려낸다.

## 등장 인물

### 주요 인물
- 김승우 : 김두현 역 (아역 안도규) - 신경외과 전문의
- 오지호 : 김승현 역 (아역 함원진) - 한의사, 침구과 전문의
- 김민정 : 진혜인 역 - 신경외과 레지던트 2년차
- 최수영 : 이의진 역 (아역 이유정) - 비올리스트, 교모세포종 환자

### 김두현 주변 인물·양의학 병원팀
- 박근형 : 김하윤 역 - 김두현 아버지. 뇌종양 수술 최고 권위자
- 이정헌 : 이동성 역 - 혈액종양 내과 전문의
- 최윤소 : 정승희 역 - 응급의학과 소속 신경외과 파견 레지던트 1년차
- 유태웅 : 박 치프 역 - 신경외과 전공
- 김종구 : 양한규 역 - 총괄병원장, 일반외과의
- 미상 : 신서희 역 - 김두현 어머니

### 김승현 주변 인물··한의학 병원팀
- 이호재 : 최현욱 역 - 한의사, 김승현 멘토
- 임형준 : 민주안 역 - 한방내과의, 김승현 친구
- 임하룡 : 채인국 역 - 한방병원장
- 미상 : 정은혜 역 - 김승현 어머니

### 병원 사람들
- 조원희 : 윤 과장 역 - 영상의학과 과장
- 남문철 : 조성욱 역 - 신경외과 과장
- 백신 : 수간호사 역
- 김현숙 : 오 과장 역 - 응급의학과 과장
- 임영식
- 도예성 : 신경외과 레지던트 1년차 역
- 이태검 : 신경외과 레지던트 역
- 김경선
- 김영준
- 한대규
- 차운용
- 하용진 : 침구과 의사 역
- 김준표
- 한정원
- 채송화 : 간호사 역
- 조은빛 : 간호사 역
- 한민 : 간호사 역
- 이새별

### 그 외 인물
- 정동규 : 병원 투자자 역
- 정병호 : 병원 투자자 역
- 여종엽
- 김희정 : 한상준 환자 어머니 역
- 조아라 : 한상준 환자 부인 역
- 최준서
- 이슬기
- 조시내 : 기도삽관 한 아이의 엄마 역
- 김재현
- 김명식
- 우영택
- 방윤철
- 김효균
- 이승진
- 남정희 : 환자 역
- 주부진 : 환자 역
- 박대광
- 김미숙
- 장희진 : 김하윤 어머니 역
- 김계선 : 소아마비 환자 엄마 역
- 이채은 : 소아마비 환자 역
- 홍석조
- 장새론
- 유지은
- 최수진 : 정의진 역 - 김승현 첫사랑, 난소암 말기
- 소희정 : 양화자 환자 역 - 병원에서 난동부리는 뇌병변 환자
- 함건수 : 양화자 환자 남편 역
- 김명민 : 박진아 환자 남편 역
- 진명선 : 환자 보호자 역
- 이동진
- 이경희
- 박진영 : 심사위원 역
- 공유석 : 병원장 비서 역
- 김강수
- 이수연
- 양일오 : 심사위원/지휘자 역
- 이명희
- 오지영 : 침구과 의사 역
- 김경애 : 박진아 환자 시어머니 역
- 김흉근
- 김영환 : 형사 역
- 김민상 : 이진수 환자 역
- 이양준
- 전승엽
- 문경민 : 이진수 환자의 이웃집 부부 역
- 김자영 : 이진수 환자 이웃집 부부 역
- 이웅희 : 구급대원 역
- 윤희수 : 이진수 환자의 딸 역
- 봉명필 : 남지현 매니저 역
- 김정훈
- 윤효명
- 김병춘 : 최현욱 동생 역
- 박혜진 : 진혜인 어머니 역
- 송영재 : 경련하는 환자 남편 역
- 윤예인 : 경련하는 환자 역
- 박민영 : 이동성 부인 역
- 김경빈 : 이민준 역 - 이동성 아들, 급성 림프구성 백혈병 환자
- 김홍근
- 문새암
- 이미애
- 모정은
- 이창세 : 진영호 역 - 진혜인 아버지, 한의사
- 김오복 : 의사 역
- 브라이언 : 학회에서 쓰러진 남자 역
- 최수경
- 김주황
- 장윤성
- 헤니 케티
- 오상우
- 오인수
- 임일규 : 의사 역
- 홍재성 : 공연 관계자 역
- 김혜란
- 황인청
- 김동인
- 이영진
- 박정환
- 박용기 : 모상식 환자 역 - 건달 보스
- 이재훈 : 건달 1 역
- 민철 : 건달 2 역
- 노현동 : 건달 3 역
- 권순호
- 한상준
- 손정희
- 이주희
- 김민호
- 정넘쳐 : 술집 직원 역
- 홍서영
- 김영민
- 신수희
- 박대규 : 배달원 역
- 조덕제 : 징계위원회 위원 역
- 이정민
- 김기성
- 김주황
- 최홍일 : 주민 역
- 이경희
- 박재영
- 조성희

### 특별 출연
- 남지현 : 남지현 역 - 리허설 무대에서 넘어진 가수 (6회)

## 에피소드 목록
| 회차 | 방송일           |
| ---- | ---------------- |
| E01  | 2012년 9월 5일   |
| E02  | 2012년 9월 6일   |
| E03  | 2012년 9월 12일  |
| E04  | 2012년 9월 13일  |
| E05  | 2012년 9월 19일  |
| E06  | 2012년 9월 20일  |
| E07  | 2012년 9월 26일  |
| E08  | 2012년 9월 27일  |
| E09  | 2012년 10월 3일  |
| E10  | 2012년 10월 4일  |
| E11  | 2012년 10월 10일 |
| E12  | 2012년 10월 11일 |
| E13  | 2012년 10월 17일 |
| E14  | 2012년 10월 18일 |
| E15  | 2012년 10월 24일 |
| E16  | 2012년 10월 25일 |
| E17  | 2012년 10월 31일 |
| E18  | 2012년 11월 1일  |
| E19  | 2012년 11월 7일  |
| E20  | 2012년 11월 8일  |